# Hospital Comarcal Sant Jaume de Calella
L'Hospital Comarcal Sant Jaume de Calella —també conegut com l'Hospital de Calella, per trobar-se al terme municipal de Calella— té com a antecedent l'antic i primitiu hospital de pobres i pelegrins, sota l'advocació de Sant Jaume, i fou construït l'any 1547.
Forma part de la Xarxa d'Hospitals d'Utilització Pública (XHUP), proveïdor de serveis del Servei Català de la Salut. El seu àmbit d'actuació són les comarques de l'Alt Maresme i la Selva Marítima.
Pertany a la Corporació de Salut del Maresme i la Selva, igual que l'Hospital Comarcal de la Selva amb el que comparteix serveis i prestacions.

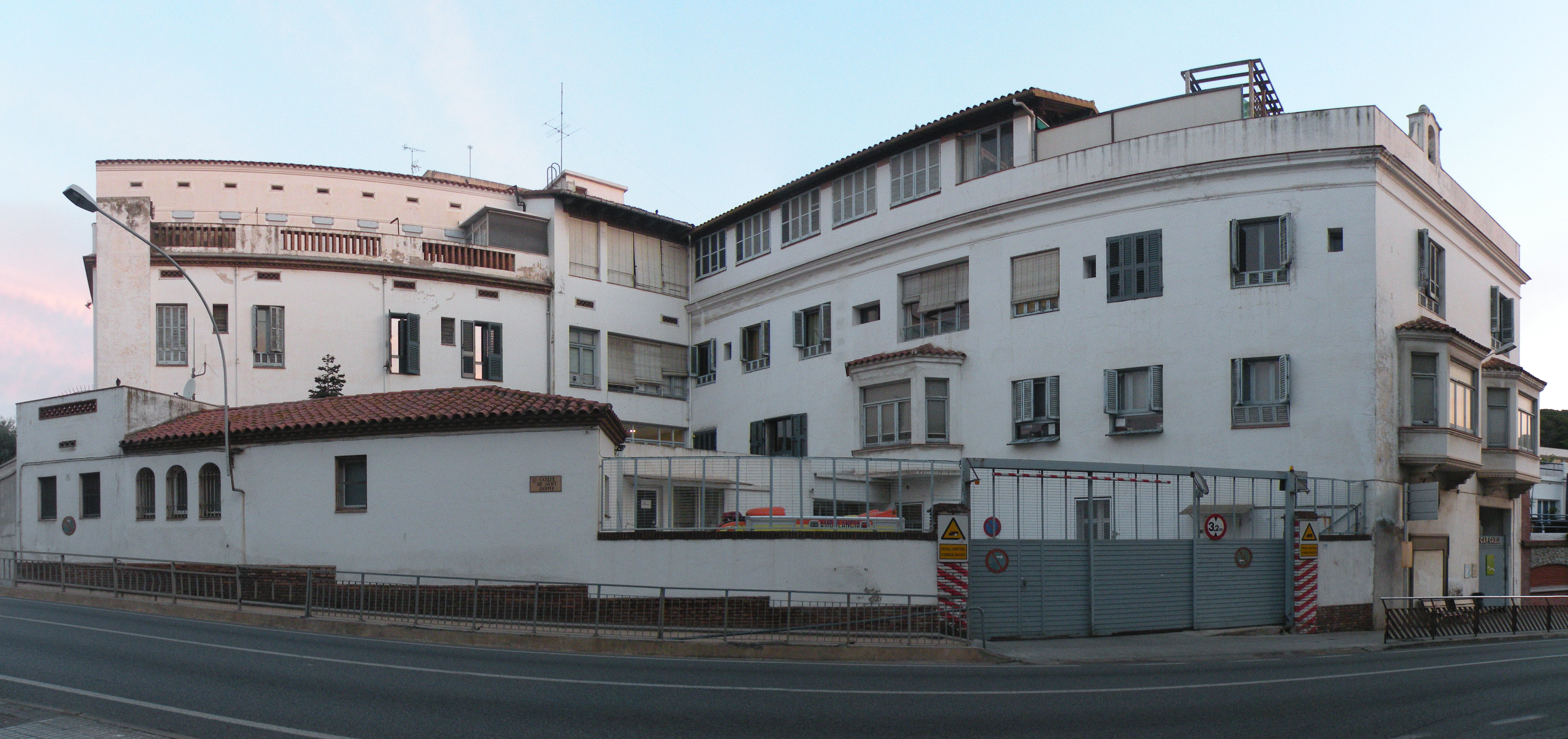
Antic hospital Sant Jaume de Calella, adjunt a l'Hospital Comarcal